# پولیپوز آدنوماتوز خانوادگی خفیف
پولیپوز آدنوماتوز خانوادگی خفیف (انگلیسی: Attenuated familial adenomatous polyposis) نوعی از پولیپوز آدنوماتوز خانوادگی و یک نشانگان سرطان است. این بیماری، یک حالت پیش‌سرطانی است که ممکن است تبدیل به سرطان روده بزرگ شود. بیمار مبتلا کمتر از صد پولیپ در رودهٔ بزرگش دارد که معمولاً در سمت راست روده بزرگ قرار دارند. سرطان ممکن است از سن پنج سالگی آغاز شود، اگرچه معمولاً دیرتر از پولیپوز آدنوماتوز خانوادگی کلاسیک ظاهر می‌شود.